# Mesopotâmia armênia
Mesopotâmia Armênia (em armênio/arménio:  Հայոց Միջագետք) foi uma região no norte da Mesopotâmia que era habitada em parte por armênios. Na antiguidade, esta região fazia fronteira com as províncias armênias de Sofena e Arzanena ao norte, bem como com a Mesopotâmia assíria e Comagena ao sul. O norte da Mesopotâmia ficou sob domínio armênio durante o reinado de Tigranes, o Grande (95 aC - 55 aC). No entanto, o império de Tigranes na Mesopotâmia chegou ao fim em 66 aC, quando ele se submeteu ao imperador romano Pompeu. Em 37 aC, apenas oito de suas províncias permaneciam como parte da Grande Armênia. A parte restante do território foi dividida entre Roma e a Pérsia. Durante a maior parte de sua história, a Mesopotâmia Armênia foi composta principalmente pelas principais cidades de Diarbaquir (Amida), Tigranocerta, Dara, Tur Abdim (Cefas), Dadima, Arsamósata e Citarizo. A sua população armênia permaneceu até o genocídio armênio da Primeira Guerra Mundial.

## História

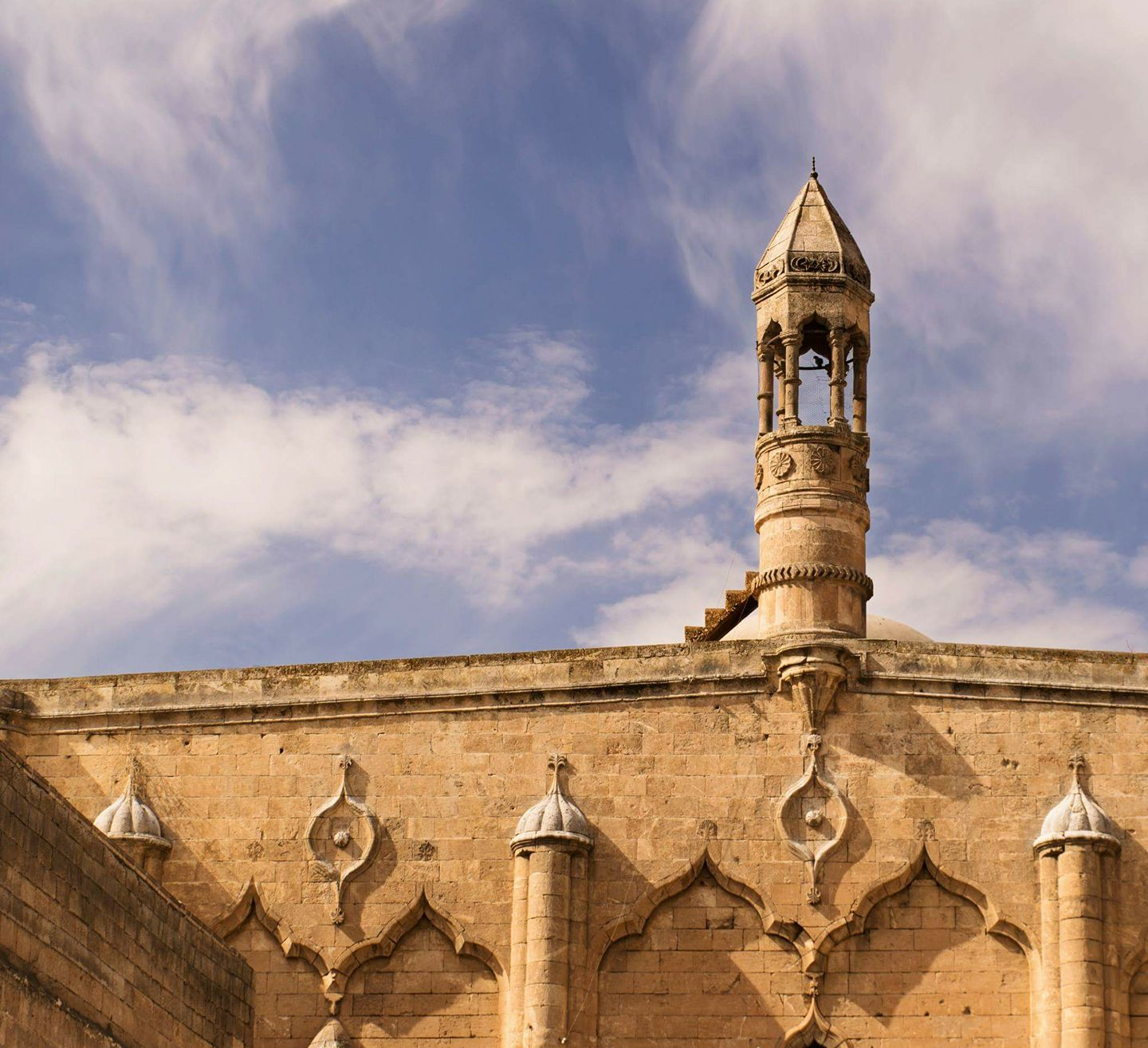
Igreja armênia do século XI na histórica Edessa (hoje Urfa)

As comunidades armênias nas regiões da Grande Síria e da Mesopotâmia remontam à antiguidade, nos tempos pré-cristãos. Historicamente, as fronteiras da Arménia estendiam-se até à Mesopotâmia e um grande número de mercadores e artesãos armênios migraram para lá durante os períodos Aquemênida e Selêucida. Quando a região ficou sob domínio armênio durante o reinado de Tigranes, o Grande, muitos administradores, comerciantes e artesãos armênios se estabeleceram na Mesopotâmia. Mesmo depois de a região ter sido retomada pelos romanos, comunidades armênias mesopotâmicas significativas continuaram a existir, especialmente nas cidades de Antioquia, Amida, e Edessa. Nestas duas últimas cidades, Mesrobes Mastósio, o criador do alfabeto armênio, viajou com os seus discípulos para encontrar inspiração para o alfabeto arménio. Um grande número de armênios mudou-se para o norte da Mesopotâmia após a conquista do Reino Bagrátida da Armênia pelo Império Bizantino no século XI.